# Sinogeotrupes
Sinogeotrupes es un género de coleóptero de la familia Geotrupidae.

## Especies
Las especies de este género son:
- Sinogeotrupes armatus
- Sinogeotrupes belousovi
- Sinogeotrupes bolm
- Sinogeotrupes compressidens
- Sinogeotrupes hunanensis
- Sinogeotrupes insulanus
- Sinogeotrupes jendeki
- Sinogeotrupes masumotoi
- Sinogeotrupes nikolajevi
- Sinogeotrupes oberthuri
- Sinogeotrupes smetanai
- Sinogeotrupes strnadi
- Sinogeotrupes substriatellus
- Sinogeotrupes taiwanus
- Sinogeotrupes variolicollis